# Peyriac-Minervois
Peyriac-Minervois är en kommun i departementet Aude i regionen Occitanien  i södra Frankrike. Kommunen ligger  i kantonen Peyriac-Minervois som ligger i arrondissementet Carcassonne. År 2022 hade Peyriac-Minervois 1 142 invånare.

## Befolkningsutveckling
Antalet invånare i kommunen Peyriac-Minervois
Referens: INSEE